# Texas County (Oklahoma)
Texas County ist ein County im Bundesstaat Oklahoma der Vereinigten Staaten. Der Verwaltungssitz (County Seat) ist Guymon. Das U.S. Census Bureau hat bei der Volkszählung 2020 eine Einwohnerzahl von 21.384 ermittelt.

## Geographie
Das County liegt fast im äußersten Nordwesten von Oklahoma, grenzt im Norden an Kansas, im Süden an Texas und hat eine Fläche von 5306 Quadratkilometern, wovon 30 Quadratkilometer Wasserfläche sind. Es grenzt im Uhrzeigersinn an folgende Countys: Stevens County (Kansas), Seward County (Kansas), Beaver County, Ochiltree County (Texas), Hansford County (Texas), Sherman County (Texas), Cimarron County und Morton County (Kansas).

## Geschichte
Texas County wurde am 16. Juli 1907 aus Teilen des Beaver County gebildet, durch das das sogenannte No Man's Land organisiert worden war. Benannt wurde es nach dem Nachbarstaat Texas, das bis 1850 das Gebiet beansprucht hatte.
Im County liegt eine National Historic Landmark, die archäologische Fundstätte Stamper Site. 23 Bauwerke und Stätten des Countys sind im National Register of Historic Places (NRHP) eingetragen (Stand 6. Juni 2018).

## Demografische Daten

Alterspyramide des Texas County

Nach der Volkszählung im Jahr 2000 lebten im Texas County 20.107 Menschen in 7.153 Haushalten und 5.250 Familien. Die Bevölkerungsdichte betrug 4 Einwohner pro Quadratkilometer. Ethnisch betrachtet setzte sich die Bevölkerung zusammen aus 76,73 Prozent Weißen, 0,71 Prozent Afroamerikanern, 1,24 Prozent amerikanischen Ureinwohnern, 0,56 Prozent Asiaten, 0,10 Prozent Bewohnern aus dem pazifischen Inselraum und 18,11 Prozent aus anderen ethnischen Gruppen; 2,55 Prozent stammten von zwei oder mehr Ethnien ab. 29,86 Prozent der Bevölkerung waren spanischer oder lateinamerikanischer Abstammung.
Von den 7.153 Haushalten hatten 39,0 Prozent Kinder unter 18 Jahre, die im Haushalt lebten. 61,5 Prozent waren verheiratete, zusammenlebende Paare, 7,5 Prozent waren allein erziehende Mütter. 26,6 Prozent waren keine Familien, 21,2 Prozent waren Singlehaushalte und in 8,2 Prozent der Haushalte lebten Menschen im Alter von 65 Jahren oder darüber. Die durchschnittliche Haushaltsgröße betrug 2,75 und die durchschnittliche Familiengröße betrug 3,19 Personen.
28,8 Prozent der Bevölkerung waren unter 18 Jahre alt, 12,7 Prozent zwischen 18 und 24, 29,1 Prozent zwischen 25 und 44, 19,2 Prozent zwischen 45 und 64 und 10,2 Prozent waren 65 Jahre oder älter. Das Durchschnittsalter betrug 30 Jahre. Auf 100 weibliche Personen kamen 105,9 männliche Personen. Auf 100 Frauen im Alter von 18 Jahren oder darüber kamen 106,9 Männer.
Das jährliche Durchschnittseinkommen eines Haushalts betrug 35.872 USD und das durchschnittliche Einkommen einer Familie betrug 42.226 USD. Männer hatten ein durchschnittliches Einkommen von 26.991 USD gegenüber den Frauen mit 20.404 USD. Das Prokopfeinkommen betrug 15.692 USD. 10,2 Prozent der Familien und 14,1 Prozent der Bevölkerung lebten unterhalb der Armutsgrenze.